# Castillo de Castrotorafe
El castillo de Castrotorafe es una fortificación militar situada en el despoblado de Castrotorafe, provincia de Zamora, comunidad autónoma de Castilla y León (España). Al igual que el resto del despoblado, es monumento nacional por decreto de 3 de junio de 1931 y figura como Bien de Interés Cultural en la categoría de zona arqueológica.

## Situación
El castillo se encuentra en el despoblado de Castrotorafe (perteneciente al municipio de San Cebrián de Castro), en plena comarca de la Tierra del Pan, a una altitud de 718 m s. n. m., situándose sobre un escarpe junto al río Esla (embalse de Ricobayo).

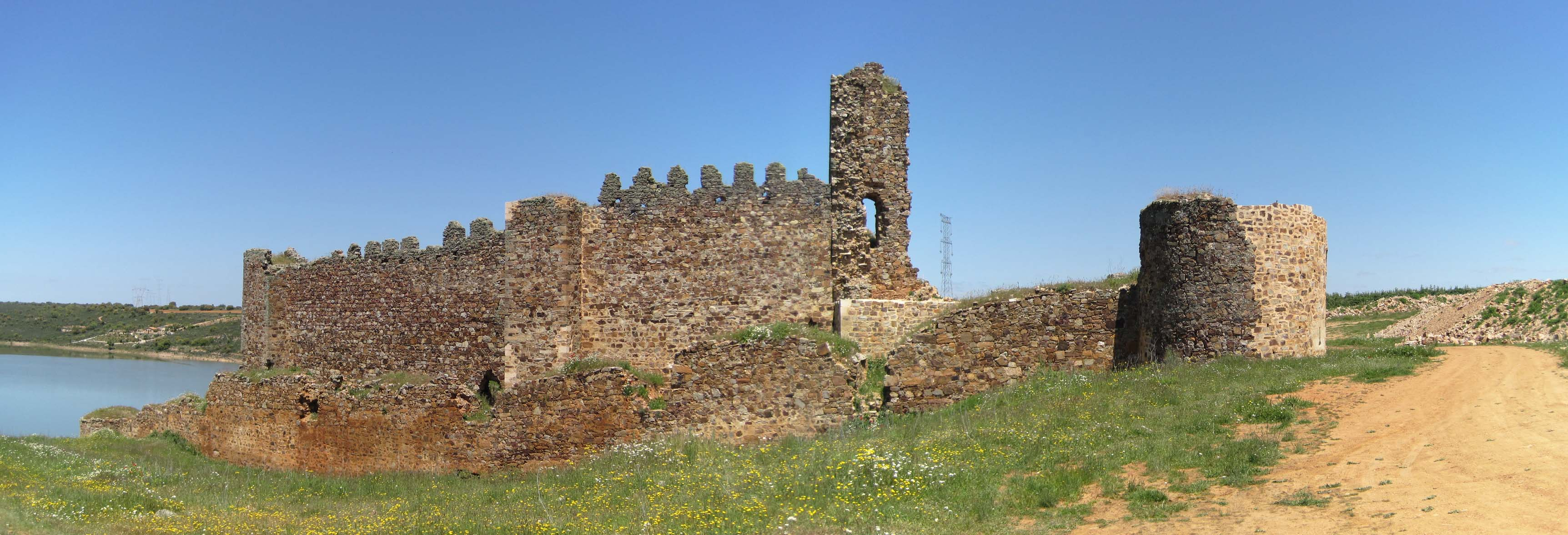
Vista panorámica del lienzo sur

## Historia
Sin apenas vestigios de momentos anteriores, el cuerpo principal se debe al infante Juan de Castilla "el de Tarifa", hijo de Alfonso X de Castilla , quien levantó un castillo de dominio feudal que le permitió controlar la villa de manera efectiva. Partiendo de su testamento, el castillo debió ser construido antes de 1319, siendo de doble muro, del que se conserva el lienzo sur, con tres torres, y el inicio del lienzo este con la puerta principal. La torre del ángulo posiblemente era la torre del homenaje.
En el siglo XV, Alfonso de Valencia y Bracamonte llevó a cabo obras de refuerzo del castillo, adaptando la vieja fortaleza del siglo XIV al empleo de la artillería.
Hasta mediados del siglo XVI debió encontrarse en buenas condiciones e incluso en 1604 se realizaron reparaciones. Sin embargo, en 1688 se decía:

"En quanto a la villa de Castrotorafe esta arrasada y sin habitacion alguna sino es la iglesia y esta necesita de muchos reparos y la cerca de dicha villa esta toda aportillada y caida y el castillo y fuerte en quanto a la canteria esta bueno pero la bivienda del palacio que avia en el toda esta arrasada e inabitable y se tiene noticia que en tiempo que fue comendador el señor conde de Benavente dicho palacio se avitaba y en dicho castillo avia armas y tiros y al presente no ay cosa alguna".

## Descripción

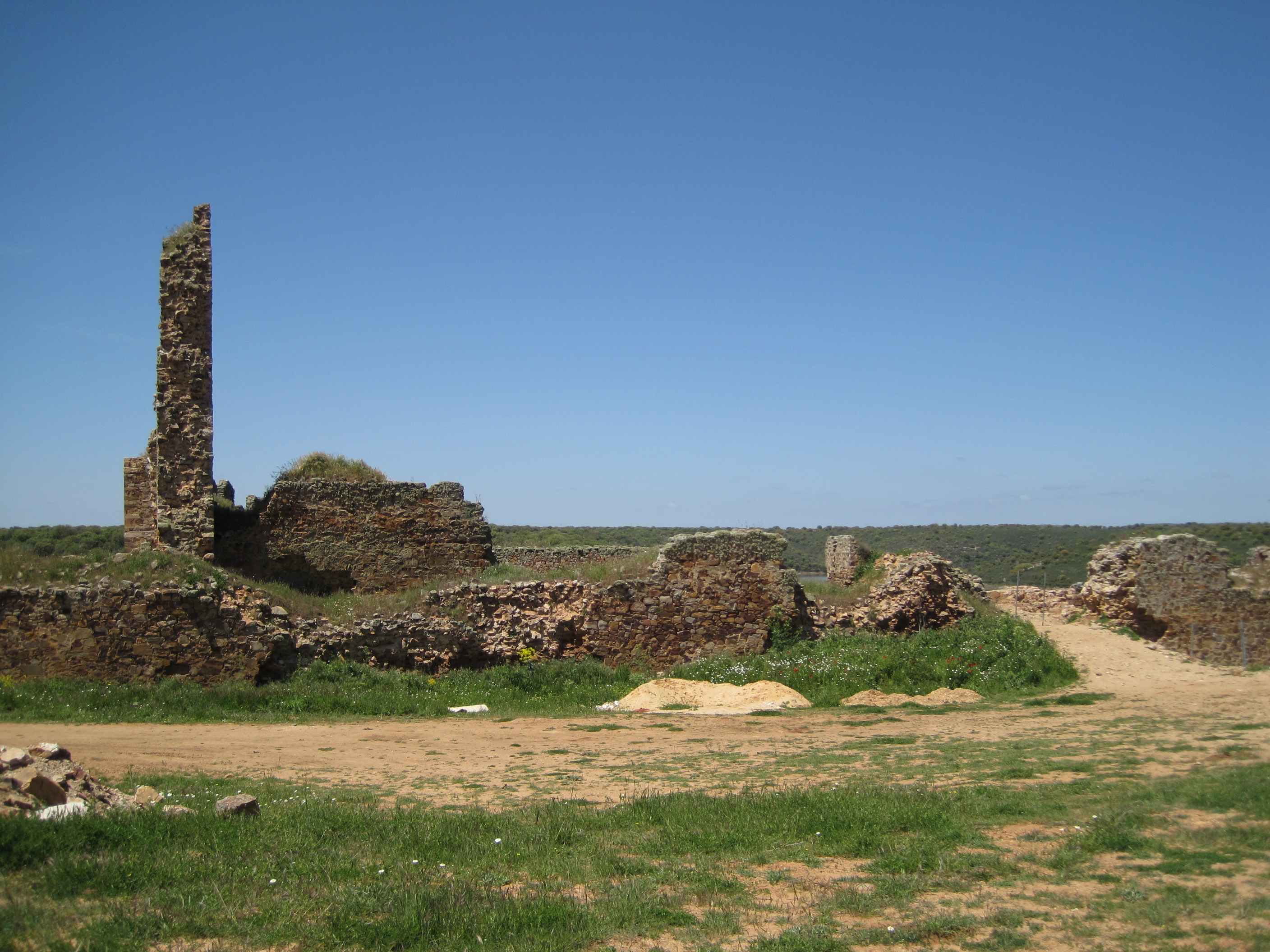
Vista parcial del lienzo

Emplazado en la esquina noroeste de la villa, se compone de parte del recinto de los siglos XII y XIII, el cuerpo principal de finales del siglo XIII y principios del siglo XIV, y una barrera artillera levantada a finales del siglo XV.
El conjunto contó con un foso, del que aún quedan restos, y se situaba sobre una pequeña elevación. Está constituido por dos recintos en forma de trapecio irregular. El recinto exterior es de mampostería con cubos en los ángulos, dos de los cuales aparecen reformados para la instalación de artillería. En sus muros se abrían dos puertas, una para acceder a la villa y otra para acceder al puente.
En cuanto al recinto interior, su planta es parecida a la del exterior, con dos torres en el lienzo sur, obra en sillarejo, más cuidada que el resto de los muros. El espacio interior está completamente arruinado.